# Pinterpriset
Pinterpriset eller PEN Pinter Prize är ett litteraturpris som sedan 2009 årligen delas ut till minne av den brittiske författaren och Nobelpristagaren Harold Pinter. Priset tilldelas en brittisk författare som är orädd och stark i sin övertygelse. Sedan väljer vinnaren i sin tur ut en internationell författare som medpristagare, vilken tilldelas utmärkelsen "Modig internationell författare". Priset delas ut av brittiska PEN-klubben i vilken Pinter var en aktiv medlem i Kommittén för fängslade författare.

## Pristagare
2009
- Brittisk författare: Tony Harrison
- Modig internationell författare: Maung Thura ("Zargana")

2010
- Brittisk författare: Hanif Kureishi
- Modig internationell författare: Lydia Cacho

2011
- Brittisk författare: David Hare
- Modig internationell författare: Roberto Saviano

2012
- Brittisk författare: Carol Ann Duffy
- Modig internationell författare: Samar Yazbek

2013
- Brittisk författare: Tom Stoppard
- Modig internationell författare: Irina Khalip

2014
- Brittisk författare: Salman Rushdie
- Modig internationell författare: Mazen Darwish

2015
- Brittisk författare: James Fento
- Modig internationell författare: Raif Badawi

2016
- Brittisk författare: Margaret Atwood[2]
- Modig internationell författare: Ahmedur Rashid Chowdhury[3]